# Маскарпоне
Маскарпоне је италијанска врста сира. Благ и кремаст, прави се од слатке павлаке. Поријеклом је из ломбардијског града Лоди, одакле се његова припрема раширила по цијелој Италији. Маскарпоне служи у највећој мјери као додатак колачима (нпр. тирамису) и као фил за торте.
Маскарпоне је брзо кварљив, зато се у прошлости претежно правио зими. Пошто брзо преузима околне мирисе треба га држати у затвореној посуди.
Маскарпоне се може купити у добро снабдјевеним продавницама али се може лако и направити. За то је потребно 1 литар слатке павлаке угријати на 90°C, додати 5 милилитара лимунске киселине или пропорционално лимуновог сока и 10 минута полако мијешати док се павлака не усири. Закључно, ту масу завити у крпу и оставити да окапа.
Позната торта „сан гауденцио“ се припрема од наизмјеничних слојева од посебне благе-кремасте врсте сира горгонзоле и маскарпоне сира.